# Hinlauftendenz
Als Hinlauftendenz, auch Wanderverhalten, wird eine Verhaltensweise bezeichnet, die bei Demenz auftreten kann und durch den für die Erkrankung typischen Orientierungsverlust bedingt ist. Dabei verlassen die Betroffenen die Umgebung, in der sie sich befinden, um einen Ort aufzusuchen, an den sie in ihrer Wahrnehmung gelangen müssen.
Früher wurde das Phänomen auch Weglauftendenz genannt, auch da es von den Personen in der Umgebung häufig als bloßes Weglaufen empfunden werden kann. Dieser Begriff gibt die zugrundeliegenden Motivationen für das Verhalten jedoch nicht adäquat wieder.

## Ursachen
Das Auftreten einer Hinlauftendenz lässt sich durch verschiedene Faktoren erklären. Demenzielle Veränderungen verursachen den Verlust des Kurzzeitgedächtnisses bei den betroffenen Personen. Dadurch kann es zu Verkennungen und Fehleinschätzungen der Realität kommen. Wenn Aufgaben und Verpflichtungen, die für die Betroffenen in früheren Lebensphasen alltäglich waren, wieder in das Bewusstsein treten, kann das zur Folge haben, dass sie diesen Dingen nachkommen möchten, obwohl dies nicht mehr wirklich erforderlich ist. Den Betroffenen fällt es zudem oft schwer, sich an neue Gegebenheiten (z. B. den Umzug in eine Pflegeeinrichtung), die durch die Demenz erforderlich werden, anzupassen. Zusätzlich wird häufig ein gesteigerter Bewegungsdrang bei dementen Personen beobachtet.

## Pflegerische Maßnahmen
Problematisch wird eine Hinlauftendenz besonders dann, wenn die Betroffenen sich unbemerkt aus einer für sie sicheren Umgebung entfernen und aufgrund des Orientierungsverlustes nicht selbstständig zurückkehren können. Dabei begeben sie sich und andere (z. B. Verkehrsteilnehmer) unwissentlich in Gefahr. Die richtige Reaktion ist also gefragt, auch da die Unruhe häufig mit Aggressivität verbunden ist. Das Beruhigen der Person ist dabei eine wichtige Sofortmaßnahme. Weiterhin sind etwa eine der Demenz angemessene Einrichtung der Wohnung mit vielen vertrauten Gegenständen und Elementen sowie strukturierte Tagesabläufe hilfreich.
Das häufig als „Weglaufen“ interpretierte Verhalten ist oftmals für das Umfeld der Betroffenen nicht nachvollziehbar. Es ist dementsprechend hilfreich, über die Ursachen aufzuklären, um Konflikten vorzubeugen.
Sogenannte Weglaufschutzsysteme können genutzt werden, um die Auswirkungen einer Hinlauftendenz abzufedern. Diese können etwa aus einem Detektor bestehen, der anschlägt, sobald die demente Person einen gesicherten Bereich verlässt. Aber auch Lösungen zur Ortung der Betroffenen per GPS sind möglich. Diese technischen Hilfen erleichtern es z. B. dem Personal einer Pflegeeinrichtung, die Betroffenen nötigenfalls sicher wieder zurückzubringen.